# Atziluth
Atziluth, o Atzilut (anche Olam Atzilut, ebraico: עולם אצילות, letteralmente Mondo dell'Emanazione), è il più alto dei Quattro Mondi, nel quale esiste l'Albero della Vita cabalistico. È seguito da Beri'ah. È noto come Mondo delle Emanazioni, o Mondo delle Cause.

## Esegesi ebraica
In Atzilut sorgono gli Iqarim (עיקרים), princìpi, per essere espressi nella rivelazione e nell'attuazione nei tre Mondi successivi infatti Atzilut mostra un legame necessario con essi.
Chaim Luzzatto afferma che la funzione di Atzilut è la preparazione iniziale di tutto ciò che deve esistere, con tutti i suoi livelli e con tutte le sue varie istituzioni e riparazioni. Nel contesto della concezione, anche della provvidenza oltre all'atto creativo, dell'essenza e di quanto secondario, Atzilut rappresenta la radice prima per cui le funzioni dei mondi successivi, sue vesti, ne costituiscono rami e condizione dei "germogli".
Nella Cabala, ciascuna delle Sephiroth in questo mondo è associata ad un nome di Dio.
In Atzilut non è presente il male, questo Mondo riguarda infatti solo il divino e l'"essenza divina"
Soprattutto nell'era messianica, con la condizione di perfezionamento e quindi la manifestazione esaudita della luce celeste, Atzilut ha un completamento maggiore nella relazione con gli altri Mondi.

## Associazioni non canoniche ebraiche

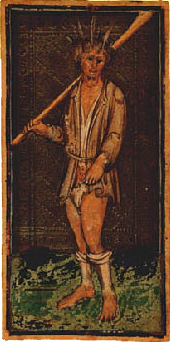
Fante di Bastoni - i semi di bastoni sono associati ad Atziluth nell'esoterismo occidentale
Collezione dei Tarocchi Pierpont-Morgan

Collegata alle figure dei Semi di Bastoni nei Tarocchi.